# Parafia Tensas
Parafia Tensas (ang. Tensas Parish) – parafia cywilna w stanie Luizjana w Stanach Zjednoczonych. Obszar całkowity parafii obejmuje powierzchnię 641,19 mil2 (1 660,68 km²). Według danych z 2010 r. parafia miała 5 252 mieszkańców. Parafia powstała w 17 marca 1843 roku, a jej nazwa pochodzi od indiańskiego plemienia Taensów.

## Sąsiednie parafie
- Parafia Madison (północ)
- Hrabstwo Warren (Missisipi) (północny wschód)
- Hrabstwo Claiborne (Missisipi) (wschód)
- Hrabstwo Jefferson (Missisipi) (wschód)
- Hrabstwo Adams (Missisipi) (południowy wschód)
- Parafia Concordia (południe)
- Parafia Catahoula (południowy zachód)
- Parafia Franklin (zachód)

## Miasta
- Newellton
- St. Joseph
- Waterproof